# Abdülkadir Aksu
Abdülkadir Aksu (* 12. Oktober 1944 in Diyarbakır) ist ein türkischer Politiker und ehemaliger Minister für Innere Angelegenheiten.
Er absolvierte die Fakultät für Politikwissenschaft an der Universität Ankara und die staatliche Sprachschule. Aksu war Kaymakam im Landkreis Kınık (İzmir) und im Landkreis Sarıkaya (Yozgat). Er war Polizeipräsident in Malatya, stellvertretender Vali von der Provinz Kahramanmaraş, stellvertretender Polizeipräsident, Vali und Bürgermeister von Rize sowie Vali von der Provinz Gaziantep. Während seiner Amtszeit in Gaziantep wurde Aksu zum Bürokraten des Jahres (Yılın Bürokratı) gewählt.
Abdülkadir Aksu ist Gründungsmitglied der Adalet ve Kalkınma Partisi (AKP). Er war in der 18. und 20. Legislaturperiode Abgeordneter für die Provinz Diyarbakır in der Großen Nationalversammlung der Türkei. Aksu war Abgeordneter der AKP in der 21., und 22. Legislaturperiode für die Provinz İstanbul. Er war in der 46. Regierung (Kabinett Özal II) und in der 47. Regierung (Kabinett Akbulut) Minister für Innere Angelegenheiten. Weiter war er Staatsminister in der 53. Regierung (Kabinett Yılmaz II). In der 58. und 59. AKP-Regierung (Kabinett Gül und Kabinett Erdoğan I) war Aksu erneut Minister für Innere Angelegenheiten.
Aksu ist verheiratet und Vater zweier Kinder.